# Poslovica
Poslovica je sažeta izreka koja izriče životnu mudrost ili mudru misao, ponekad stilski naglašeno (bilo cinično ili duhovito), ili pak pjesnički u rimi. Poslovice postoje na svim jezicima i u svim kulturama, prve pisane nalaze se već u Bibliji među mudrosnim knjigama Starog zavjeta.

## Hrvatske narodne poslovice
Iz knjige Jurja Vicka Skarpe dva primjera:

### Primjer 1.
- Zrno do zrna pogača, kamen do kamena palača.

Polača je seoska prizemna kuća kamene gradnje, a danas se često čuje inačica gornje poslovice koja završava s palača jer je riječ polača danas rijetko u uporabi, no da je nekoć bilo drukčije govore nam toponimi Polače (na Mljetu) i Polača (kraj Biograda).

### Primjer 2.
- Tko rano rani, dvije sreće grabi.

Koliko je ta poslovica poznata i prisutna u govoru vidi se iz činjenice da danas postoje brojne parafraze te poslovice (u šaljivom obliku):
- Tko pod drugim jamu kopa fizički je radnik. Drugi dio poslovice logički proizlazi iz prvog i ne potrebuje zasebnu izreku iz čega proizlazi ironičnost parafraze.
- Tko rano rani nije se naspavao. Slično, drugi dio poslovice opet logički proizlazi iz prvog.
- Tko pod drugim jamu kopa – nos. Sada, pak, drugi dio poslovice nije povezan s prvim osim preko veznoga glagola kopa. Sličan je primjer "pikantnija" pošalica Djevojčici zapela haljina na čičku, dođi koko da ti vidim oko, gdje drugi dio pošalice ponovno nije povezan s prvim, već se u ovome slučaju tek rimuje unutar rečenice.

## Narodne poslovice drugih naroda
Stara arapska poslovica kaže: 
Raj na zemlji nalazi se na grudima žene, na leđima konja i na stranicama knjiga.

## Poveznice
- Latinske izreke